# 梅賽德斯-奔馳O305
平治O305巴士（英語：Mercedes-Benz O305）是前西德平治車廠於1967年推出的後置引擎巴士底盤，生產年份從1967年持續至1987年。O305是平治車廠首款根據當時西德城市巴士設計標準而開發的車型。O305的單層版能夠配用原廠設計的車身，單層版除了在西德使用外，還出口到澳洲。O305其後還推出了雙層版，並獲得香港、新加坡及南非，這些長期使用英國雙層巴士的地區採用。此外，O305還有一種型號為O305G的單層掛接巴士。

## 背景

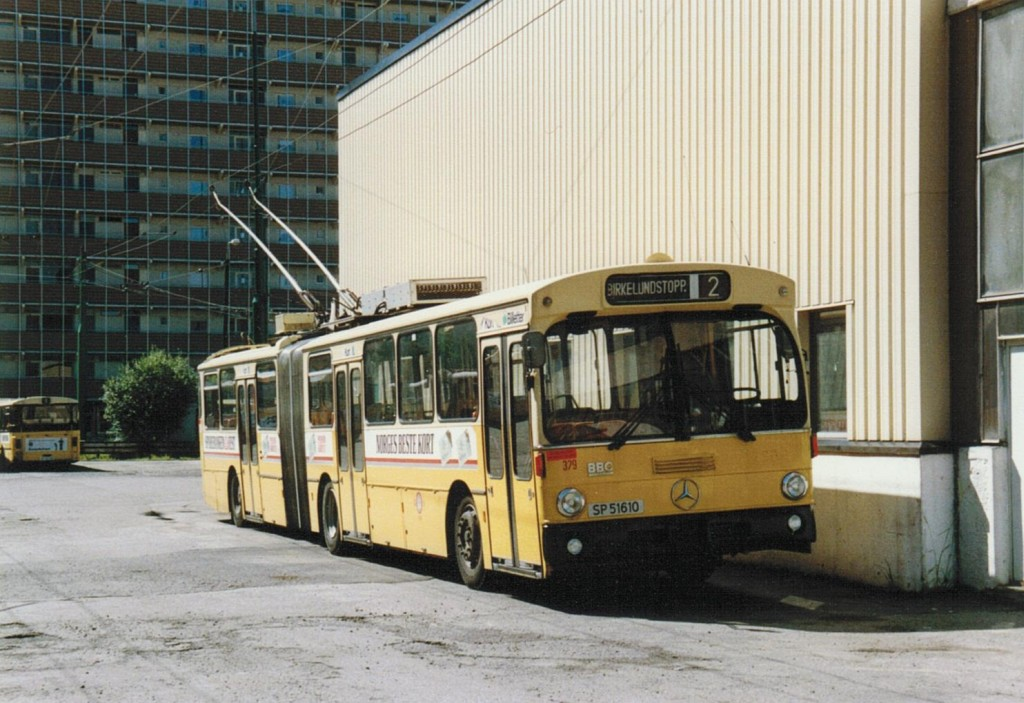
1989年時的挪威卑爾根無軌電車所使用的O305G

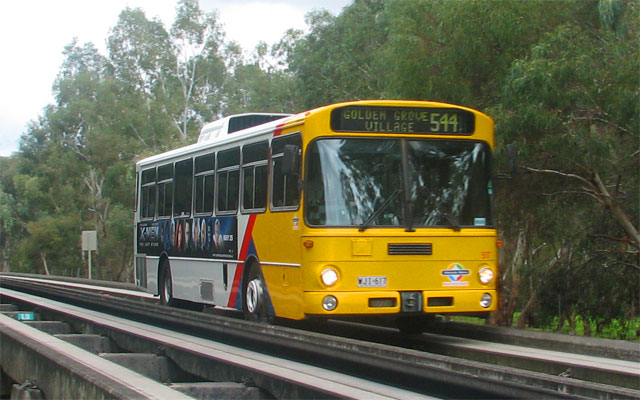
澳洲阿德雷德使用O305發展的軌道巴士

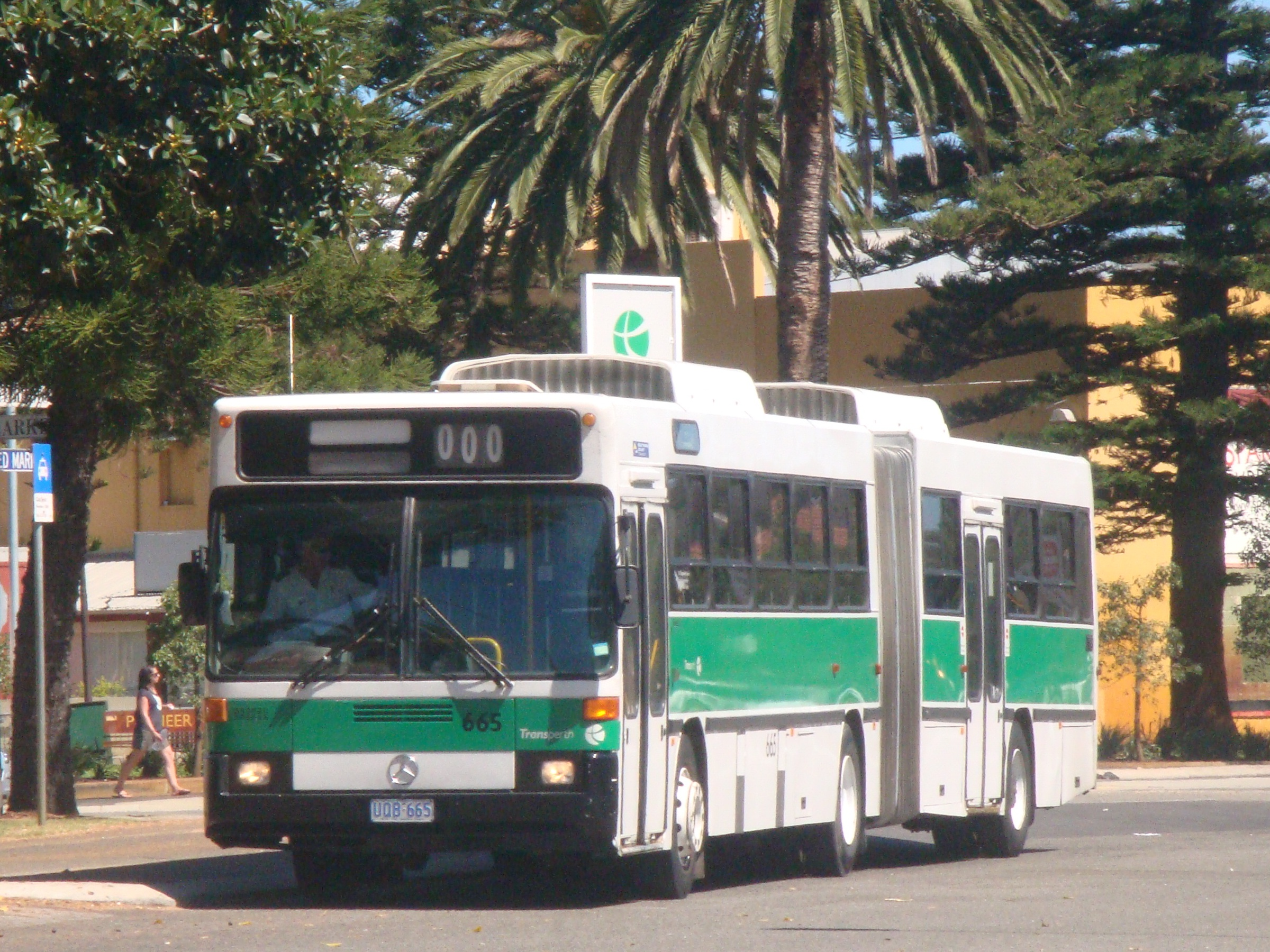
澳洲帕斯使用天然氣的O305G

O305是平治車廠第一款根據1968年制定的第一代西德城市巴士設計標準開發的巴士。當時西德政府期望透過統一巴士的設計標準，降低西德各大城市的巴士採購及營運成本，該標準規定西德的城市巴士的最大地台高度，車軸的距離，門窗的規格及需要配合巴士的單人操作。因此，西德當時不同車廠出產的城市巴士外觀，除了車頭及車尾略有分別外，車身其餘部分都是大同小異。基於西德城市巴士標準，平治把O305設計成一款後置引擎巴士，O305的底盤採用無大樑的牙籤陣設計，車體的承重被分散到底盤支架的各部分，並透過車身穩定底盤支架的結構。O305的底盤長度為11.2米，只有兩軸版本，但可裝配單層或雙層巴士的車身，另有長達17.1米的掛接巴士版本。

## 設計
O305採用後置引擎設計，引擎縱向置於底盤尾部，並把直列氣缸的引擎水平臥置，大幅降低安置引擎所需的空間高度。巴士底盤在後軸以後的地台已經提高，配合引擎臥置佈局，所以引擎室可以收容在車尾地台的下方，引擎室上方的地台可以安裝座位作為載客的空間，可充分利用底盤大部分空間作為載客用途，也便於發展為掛接巴士。

### 底盤結構
因為O305使用無大樑的底盤設計，底盤不使用大型的縱向大樑作為主要承重結構，而是採用牙籤陣設計，底盤是由多根較幼的鋼管焊接而成的支架，並透過其後安裝的車身輔助穩定底盤支架的結構，所以O305對車身的設計有較高的要求，車身的設計及組裝須要緊密配合底盤支架的構造。平治車廠為O305的單層版提供原廠設計的車身，並使用在西德境內及外銷的單層巴士上。雙層版由位於蘇格蘭的亞歷山大車身廠提供車身，供應予香港及新加坡的O305雙層巴士。因為O305的引擎採用臥式安裝於車尾，引擎室所須高度較為低矮，引擎能夠收容在車尾地台的下方，因此引擎室的上方可以安裝座位，能夠盡用車尾的空間，從巴士的外觀也不易發現收藏於車尾底部的引擎室。

### 動力配備
O305採用德國平治車廠自家出品的OM407型柴油引擎，雖然沒有渦輪增壓設計，但早期版的OM407.908柴油引擎輸出功率達到133kW（馬力180匹），在1960年代後期出產的巴士已是大馬力，英國及瑞典車廠的巴士引擎要到1970年代中期以後，採用渦輪增壓技術後才達到相同的輸出馬力。O305配用的是平治原廠設計的全自動波箱，波箱通過驅動軸驅動後軸。O305的生產期長達20年，引擎的配備也有持續改進，改良版的OM407HG.295引擎，輸出功率提升至147kW（馬力197匹），後期的OM407H引擎輸出進一步提升至179kW（馬力240匹）。O305的動力系統設計比同時期的英國巴士先進，即使到1980年代初期仍毫不遜色。O305的動力系統除了原本的柴油引擎外，後來還發展出使用天然氣的版本，也有被改裝為無軌電車。在澳洲阿德雷德，O305被使用作軌道巴士。

## 香港的O305巴士

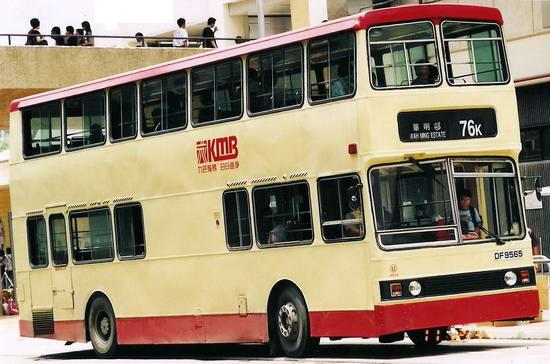
九龍巴士所屬的梅賽德斯-奔馳O305雙層巴士，全長11米，裝配亞歷山大車身

### 引進背景
1980年代初，香港放寬專營巴士公司需從英聯邦採購巴士的限制後，西德平治車廠便與香港的巴士公司商討將該廠的車款引進到香港，九龍巴士決定購入平治O305的雙層巴士版本，成為首款非英國及其他英聯邦國家產製的雙層巴士。九巴在1983年及1985年共訂購41輛，編號為ME1至ME41，在香港眾多英國巴士車型中成為異類，O305曾經受到重用，至2002年年底全數退役，大部分都被售往回收場解體，只有ME20、ME30和ME37，由巴士愛好者購入收藏。

### 引進過程
為保障英國在內的英聯邦國家經濟利益，香港政府一直只容許香港的專利巴士公司向英聯邦國家購買巴士，此限制至1983年取消。政府放寬專利巴士公司可購買非英聯邦生產的巴士後，當時西德平治汽車的香港代理仁孚行向九龍巴士提供一輛O305雙層樣版巴士作試用。該輛樣版車於1983年運抵香港，獲分配車隊編號ME1（CZ6686），並在試驗中得到滿意的結果，九龍巴士遂訂購40輛O305雙層巴士，並於1985年起運交，車隊編號為ME2至ME41。
香港版的O305全部裝配蘇格蘭亞歷山大車身公司設計的雙層巴士車身，全長11.2米，寬2.5米，高4.478米。第一輛樣辦車ME1載客量為129人，量產型ME2-ME41則為123人。量產型的車身經過改良，並裝有車廂通風系統。這批巴士採用11.5公升的平治OM407H柴油引擎，輸出功率達到179kW（馬力240匹），並配用平治原廠的全自動波箱。
雖然九龍巴士對平治O305的行車表現感到滿意，但引進後不久便因為政府修訂《道路交通（車輛構造及保養）規例》，對車軸的最大負重增加限制，即使是兩側都安裝雙充氣輪胎的車軸，其承重量也不得超過10公噸，兩軸車輛的最大總重量因此被限制在16公噸，只有兩根車軸的O305如用盡空間載客，尾軸便會超過修例後的車軸負重量限制，已獲發牌的車輛可以繼續使用，但如要增購便要減少座位數量或申請豁免。九龍巴士為了應付日益增長的載客量，曾向平治車廠提出三車軸底盤的需求，但平治未有提供，如要申請豁免也得有充分理由，要說明市場上沒有適合及符合法例的同類車型可供選擇；九龍巴士因此沒有繼續增購平治巴士，改為向英國車廠購買承重量較大以及可裝上康明斯渦輪增壓引擎的三軸巴士。

### 營運狀況
九龍巴士的平治O305巴士起初被派到過海隧道線105（西環↔荔枝角，西隧通車後已拆分為904和905線）和68（元朗↔佐敦道碼頭，已取消），及後隧道公司試驗新型叉式拖車，由於O305採用無大樑式底盤，使用此類拖車如果程序不當會對巴士底盤的結構造成影響，1975年為供應澳洲市場而在帕斯生產的第一批O305巴士，便曾經因為裝嵌不當而導致底盤發生斷裂，九龍巴士於是把O305調離途徑香港海底隧道的巴士路線，全數分配到行走屯門公路來往元朗的路線，包括68、68M、68X等。
該批巴士採用平治原廠的11.4公升（11,413cc）柴油引擎，雖然這款引擎沒有渦輪增壓，仍是傳統吸氣式設計，但最大馬力達240匹，在起動、上斜及在大直路行走的表現，均比同期剛採用渦輪增壓的吉拿6LXCT引擎的英國車款，如都城嘉慕威曼都城巴士及利蘭奧林匹克優勝，因此O305有「車皇」之稱。在速度方面，O305一般可達到90km/h，在屯門公路一段有記錄為110km/h，在80年代可說是「逢車過車」。當時不少司機經常在屯門公路「鍊番轉」。在攀斜性能方面，即使是專門為香港地形設計的丹尼士喝采型和利蘭勝利二型亦難望其項背。O305在當時特別適合路面起伏的長途路線，令九龍巴士一度欲增購同型巴士，但因平治未有答應發展三軸底盤的要求而未能成事。O305在1980年代中期以後，與三軸版的利蘭奧林匹克、丹尼士巨龍及都城嘉慕威曼都城巴士取代利蘭勝利二型，成為大西北地區（屯門和元朗）經屯門公路來往西九龍和新界南巴士路線的主力車型。

### 退役
隨著香港專營巴士於1990年代推行空調化，非空調的O305已漸漸顯得落伍，而英國車廠的新車款如丹尼士巨龍空調亦已搭配康明斯渦輪增壓引擎，O305的行車性能與之相比已有所遜色。O305在1990年代中期逐漸被調至新界東的大埔及北區一帶行走，當中以71K、72A、73、74A及76K最常見，有時也會行走其他路線如70、71A、73A、74K及75K，隨後車皇再遭調整波箱的輸出尾牙，令最高時速只可達到65至75公里，「車皇」無復當日風采。利蘭勝利二型因為服役期間發生多次翻車意外，導致公眾印象欠佳而需漸漸引退後，O305正好替代其角色，在要途經大斜路，客量又不穩定，仍未全面空調化的路線，如70、74A，以及行經郊區的路線，如75K、76K，O305都適合在路況起伏較大的路線發揮其攀斜性能的表現。平治巴士的數量也隨著新型空調巴士日漸普及而持續減少，直至2002年11月22日全數退役，平治雙層巴士在九龍巴士的二十年服務生涯至此完畢。當中的ME20（DF9705）、ME30（DG5344）及ME37（DG5717）在退役後獲私人購入收藏。

## 新加坡的O305巴士
新加坡巴士公司於1980年代初引入2輛O305雙層巴士作試驗行駛。後來新加坡巴士公司訂購200輛O305雙層巴士，規格與香港的相似，同樣裝上英國「亞歷山大」車身，配車牌為SBS2477X-SBS2478T、SBS2481H-SBS2592X、SBS7027D-SBS7112R。全數已經退役並被拆毀。

## 外部連結
- 香港巴士大典上的相关条目：梅斯特斯平治O305